# Шиченгское
Шиченгское — проточное озеро в Вологодской области России.

## География
Расположено в Сямженском районе, в 17 км юго-восточнее районного центра — села Сямжа, на высоте 144 метра над уровнем моря.

## Характеристика
Относится к бассейну реки Кубены. Имеет овальную форму. Окружено обширным Шиченгским болотом, лишь с южной стороны к озеру подступает лес. Площадь водоёма — 10,2 км², длина — 4,3 км, ширина — 2,5 км, средняя глубина — 1,6 м, максимальная — 2,5 м. Дно илистое, с отложениями сапропеля. Питание происходит за счёт впадающих рек Сондушки и Глухой Сондушки, а также болотных вод. Вытекающая река — Шиченга.
Интенсивно зарастает водными растениями, а на западном берегу — сплавиной. Ихтиофауну представляют окунь, плотва, карась и щука. Озеро является особо охраняемым объектом в составе Шиченгского ландшафтного заказника.

## Данные водного реестра
По данным государственного водного реестра России и геоинформационной системы водохозяйственного районирования территории РФ, подготовленной Федеральным агентством водных ресурсов:
- Бассейновый округ — Двинско-Печорский
- Речной бассейн — Северная Двина
- Речной подбассейн — Малая Северная Двина
- Водохозяйственный участок — озеро Кубенское и река Сухона от истока до Кубенского гидроузла
- Код водного объекта — 03020100111103000003518